# Rescue Me (canción de Fontella Bass)
"Rescue Me" es una canción de rhythm and blues grabado y lanzado como un sencillo de Fontella Bass en 1965. Las versiones originales del expediente, y el IMC, [2] le dan el crédito a Raynard Miner y Carl William Smith, aunque muchas otras fuentes también acreditan a la misma Bass como un coescritor. [3] [4] [5] [6] [7]. Se convertiría en el mayor éxito de la carrera de Bass, alcanzando el puesto # 1 en las listas de R & B por cuatro semanas y colocándose en la posición # 4 en el Billboard Hot 100. [8] "Rescue Me" también alcanzó el puesto número once en el UK Singles Chart.

## Grabación original
Según el escritor Robert Pruter en su libro Chicago Soul, la canción surgió a partir de una composición y ensayo en una sesión en Chess Records: [9]. Un sábado de agosto de 1965, Bass estaba sentada en una sala de ensayos con los productores-escritores Carl Smith y Raynard Miner. Estaban jugando con la canción cuando el arreglista Phil Wright entró, y el atasco en la sesión dio a luz a 'Rescue Me'. Billy Davis la dejó de lado ... "Bass afirmó que, aunque Smith, Minero y Davis le había asegurado que se reconocería su contribución a la autoría de la letra de la canción, esto nunca sucedió. [10]
Bass grabó la canción en tres tomas en Chess Studios en Chicago. Minnie Riperton proporcionaba los coros, y Maurice White y Louis Satterfield, después de Earth, Wind & Fire, estaban en la batería y el bajo respectivamente. [10] Otros músicos en el registro incluyen a Pete Cosey y Gerald Sims en la guitarra, Leonard Casten en el piano, Sonny Thompson el órgano, y Charles Stepney. Según Bass, los gemidos de llamada y de respuesta que se oyen en la canción fueron intencionales. En una entrevista con The New York Times en 1989, dijo: "Cuando estábamos grabando eso, me olvidé de algunas de las palabras ... En aquel entonces, mientras la cinta seguía corriendo, me acordé de la iglesia y de qué hacia si se me olvidan las palabras. Yo cantaba, "Ummm, ummm, ummm," y todo salió muy bien. "[11] [12]
Reconocimientos
La información con respecto galardones atribuidos a "Rescue Me" es una adaptación de acclaimedmusic.net. [13]
| Publicación              | País           | Galardón                                                 | Año  | Puesto |
| ------------------------ | -------------- | -------------------------------------------------------- | ---- | ------ |
| Bruce Pollock            | Estados Unidos | Las 7.500 canciones más importantes de 1.944 hasta 2.000 | 2005 | *      |
| Dave Marsh & Kevin Stein | Estados Unidos | 40 de los mejores sencillos por año                      | 1981 | 31     |
| Dave Marsh               | Estados Unidos | Los 1001 Sencillos más grandes jamás realizados          | 1989 | 305    |

(*) Designa listas que son desordenados.

## Otras versiones
Judy Mowatt grabó la canción cuando estaba con The Gaylettes en algún momento entre 1967 y 1973. Esta versión fue relanzada en 2001 en el álbum "We Shall Sing - The Gaylettes con Judy Mowatt" y de nuevo en 2003 en el Trojan Reggae Sisters Box Set.
En 1969, The Reggae Girls lanzaron un 45rpm producido por Harrold Deeland, en Nu Beat.
En 1971, el álbum de Linda Ronstadt, Linda Ronstadt,  contó con una pista de la actuación en directo de "Rescue Me".
En 1974, Cher lo lanzó como un sencillo, que fue grabado para el álbum Dama Oscura. Allmusic revisó su versión con una buena opción de presentación y señaló que siempre es bueno escuchar su voz en los clásicos. [14]
En 1976, Melissa Manchester reeditó la canción para ella en su álbum Better Days and Happy Endings; lanzado como sencillo. La canción, alcanzó el # 78 en el Billboard Hot 100, el único Hot 100 alcanzado para "Rescue Me" desde la versión original. 
La banda australiana de rock y blues Stars grabó "Rescue Me" en su álbum en vivo 1157 en 1979. 
Otros artistas que grabaron esta canción incluyen a Elkie Brooks, Gail Dahms, Shirley Eikhard, Bryan Ferry, Guys 'n' Dolls, Tom Jones, Gayle McCormick, Ann Peebles, Diana Ross, y Leslie Uggams.
Sass Jordan grabó la canción para la banda sonora de la película de 1989, American Boyfriends; su versión alcanzó el # 44 en la lista de singles de Canadá.
Pat Benatar grabó la canción en 1994 para la banda sonora de la película Máxima Velocidad.
John Lennon incluyó la versión de Fontella Bass en su máquina de discos mientras estaba de gira. La versión fue incluida en el álbum recopilatorio de canciones de la máquina de discos.
La canción fue cubierta por The Thomas Grupo Doc, el precursor de Mott the Hoople. 
"Rescue Me" también fue remezclado como una pista de baile por Nu Generation, titulado "In Your Arms (Rescue Me)". Fue lanzado en enero de 2000 en el Reino Unido, con un pico en el número 8 en la lista de singles del Reino Unido.
Roy Buchanan también lanzó una versión de "Rescue Me" en 1974 en In The Beginning.

## Memorándum de Clear Channel (2001)
"Rescue Me" fue una de las canciones consideradas inapropiadas por Clear Channel tras el 11 de septiembre de 2001. [15]
Uso comercial
La versión original de "Rescue Me" fue utilizado en una campaña de publicidad en televisión American Express: Fontella Bass ha declarado que ella estaba en un punto bajo en su vida cuando el día de Año Nuevo 1990 ella se sorprendió al oír su propia voz cantando "Rescate Me "en el anuncio de televisión American Express. La experiencia dio bajo la inspiración para establecer su vida en orden, sino que también la motivó a hacer consultas sobre el uso comercial de su grabación de "Rescue Me", con el resultado final un acuerdo 1993 con American Express y su agencia de publicidad adjudicando a Bass $ 50.000 más daños punitivos[16]
"Rescue Me" también fue adaptado como el jingle para una campaña publicitaria de TV 1991 y 1992 para Pizza Hut, con Aretha Franklin haciendo la canción como "Líbrame". En 2009 "Rescue Me" fue utilizado en una campaña publicitaria de televisión por TENA.
"Rescue Me" ha sido utilizado en una campaña publicitaria de la línea de productos "Raíz de rescate" de L'Oréal, cantado en el fondo de su comercial.

## Uso en Películas
- In the Army Now
- A Cinderella Story
- Air America
- Best
- I, Robot
- Jumpin' Jack Flash
- Sister Act